# Tête du Colonney
La tête du Colonney est un sommet des Préalpes françaises de Haute-Savoie, situé dans le massif du Faucigny, à l'ouest du désert de Platé, sur la limite des  communes de Sallanches et Passy.

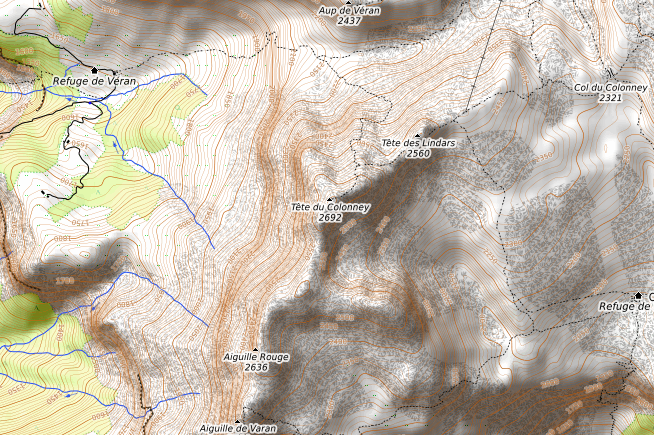
Carte topographique de la tête du Colonney.

## Toponymie
Le toponyme Colonney n'a pas d'origine latine attestée. C'est donc probablement un nom d'origine celte. Dans ce cas la racine semble être le mot gaulois colono « bien commun, propriété commune ». La tête du Colonney matérialisait peut-être la limite entre deux pagus. À son pied, sur la commune de Sallanches, un autre toponyme est caractéristique des limites entre territoires : le lieu-dit Arpenaz et sa cascade, du gaulois arepennis « bout du terrain ».